# Aleksandra Hubert
Aleksandra Hubert (ur. 19 grudnia 1922, zm. 26 września 2000 w Poznaniu) – polska architekt.

## Życiorys
W 1951 ukończyła studia na Wydziale Architektury Szkoły Inżynierskiej w Poznaniu i zatrudniła się w Biurze Odbudowy Ratusza. Następnie pracowała w Centralnym Zarządzie Budowy Miast i Osiedli ZOR oraz w poznańskim Miastoprojekcie. Członkini poznańskiego oddziału SARP.
Pochowana na cmentarzu Jeżyckim w Poznaniu (kwatera L, rząd 50, miejsce 23).

## Dzieła
- odbudowa ratusza w Poznaniu po zniszczeniach II wojny światowej (w zespole),
- wieżowiec Zjednoczenia Przemysłu Ceramiki Budowlanej w Poznaniu (1963-1967)[2].

## Galeria

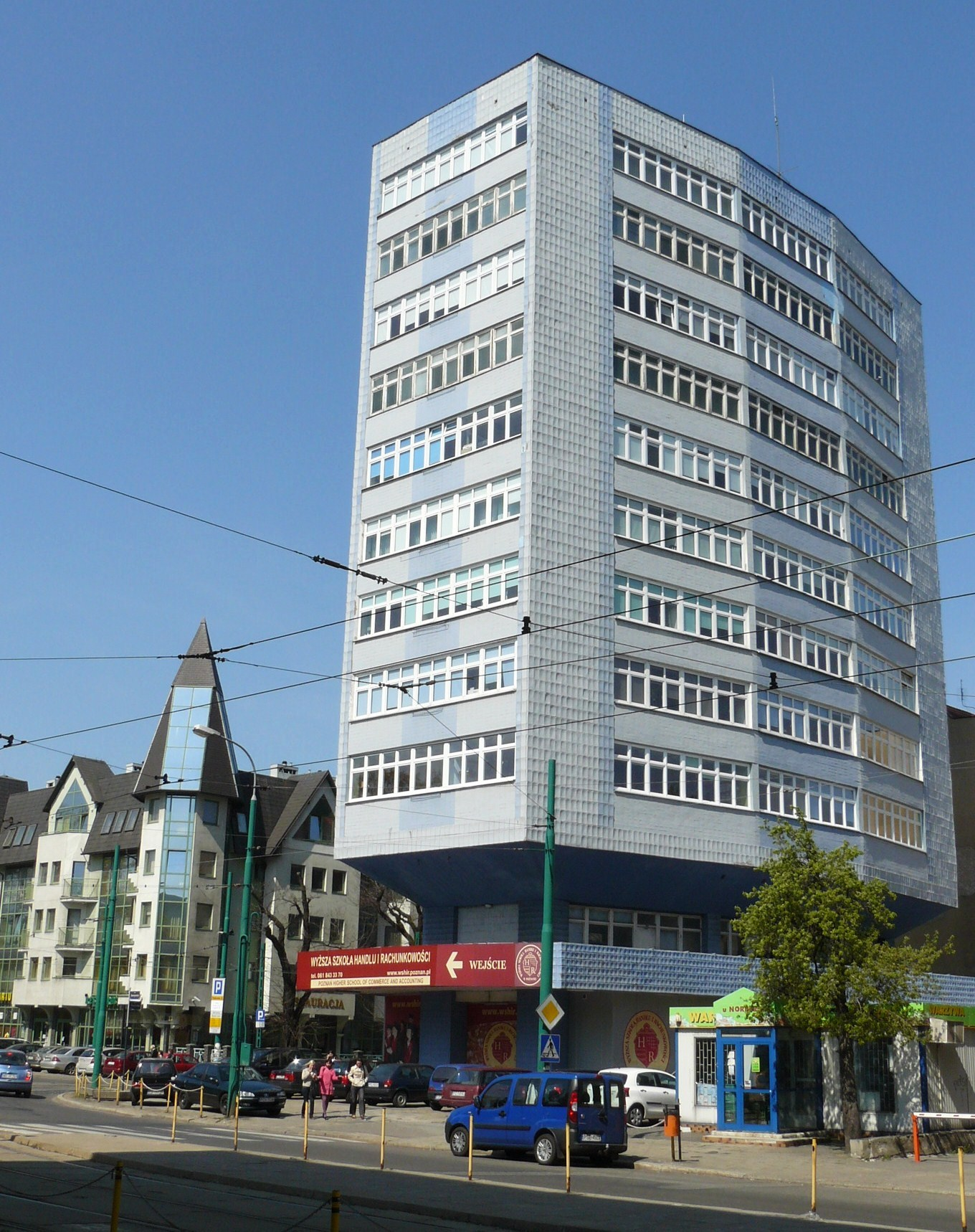
Wieżowiec Zjednoczenia Przemysłu Ceramiki Budowlanej w Poznaniu
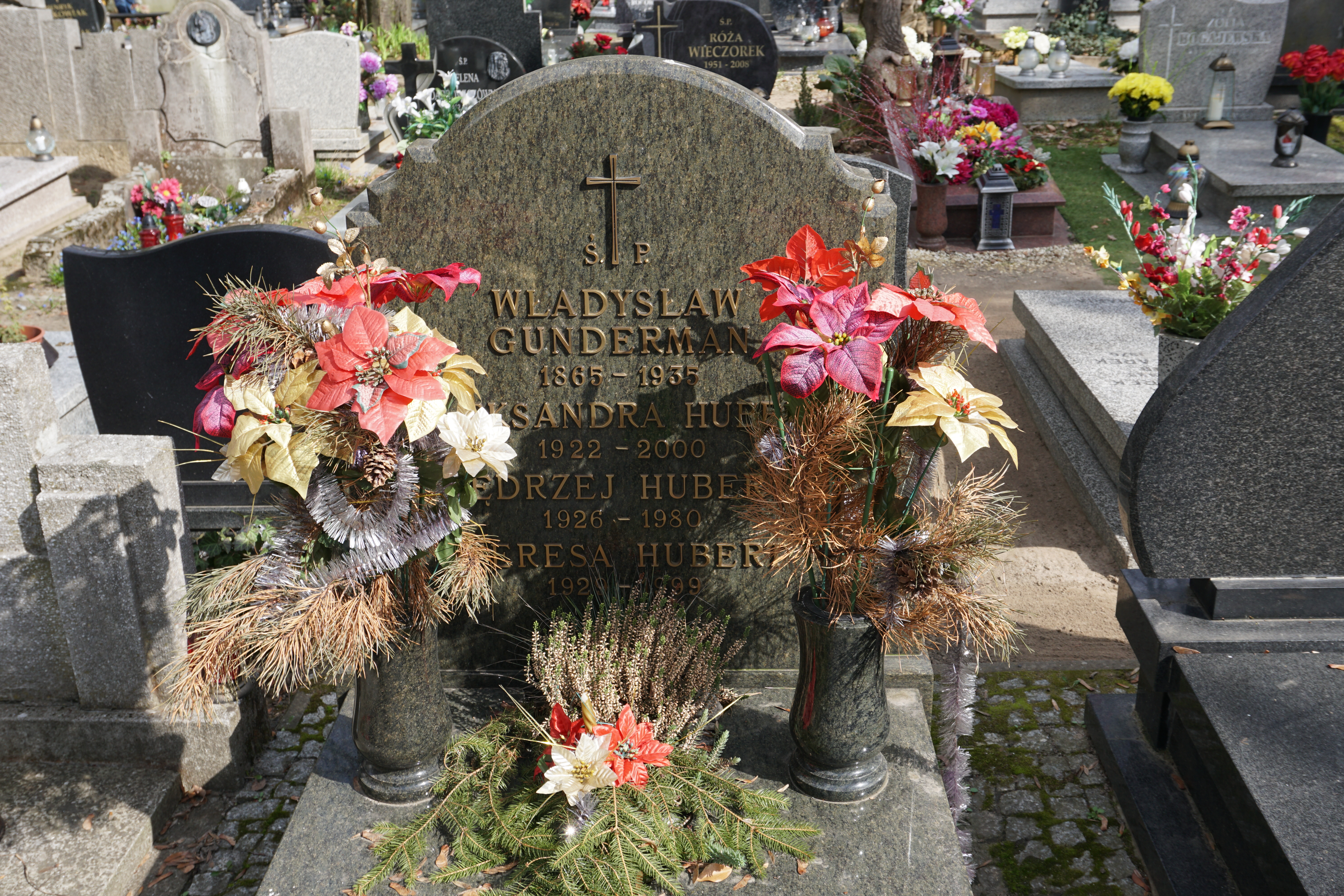
Grób Aleksandry i Jędrzeja Hubertów na cmentarzu Jeżyckim